# Roman Josi
Roman Josi (Berna, 1º giugno 1990) è un hockeista su ghiaccio svizzero professionista che gioca nel ruolo di difensore. Dalla stagione 2010-2011 gioca nella National Hockey League con la squadra dei Nashville Predators, franchigia della quale è anche capitano. Con la nazionale svizzera è stato finalista al mondiale 2013, manifestazione in cui è stato nominato miglior giocatore e miglior difensore del torneo.

## Carriera

### Club
Josi comincia la sua carriera con il Berna, squadra della sua città. Nella stagione 2006-2007, con la formazione giovanile, si fa notare realizzando 30 punti in 33 gare, tanto da ottenere qualche convocazione in prima squadra. Nella stagione seguente, si divide tra Neuchatel e Berna, e nel 2008 approda in NHL grazie al draft, che lo consegna, come 38a scelta assoluta, ai Nashville Predators, ma viene lasciato a maturare in Svizzera. Al termine della stagione 2009-2010 vince la Lega Nazionale A con il Berna.
Nella stagione 2010-2011 si trasferisce negli Stati Uniti, dove viene assegnato ai Milwaukee Admirals, squadra della American Hockey League affiliata ai Predators, con cui realizza 40 punti in 69 gare, risultando il miglior difensore, in fatto di punti, del campionato. Nella stagione successiva, viene usato con costanza anche dalla prima squadra, debuttando in NHL il 28 novembre 2011 in una gara vinta per 2-1 sugli Edmonton Oilers. Il 10 dicembre 2011 realizza il suo primo gol in NHL contro Dan Ellis degli Anaheim Ducks in una gara vinta per 3-2 dalla sua squadra. Risulterà, al termine del campionato, uno dei migliori difensori tra i rookie.
Durante il lock out della stagione 2012-2013, torna in patria per giocare con il Berna. Ritornato in America a seguito della riapertura del campionato, si fa notare, il 25 febbraio 2013, con una prestazione da 4 punti (due gol e due assist, career high) in una gara vinta per 5-4 in overtime contro i Dallas Stars, in cui ha, per altro, realizzato il gol decisivo. I Predators termineranno però la stagione fuori dai playoff.
Nel giugno 2013 Josi prolunga il contratto con la franchigia del Tennessee, firmando un rinnovo valido per 7 anni e con un salario di 28 milioni di dollari. A partire dalla stagione 2017-2018, viene nominato capitano della propria compagine. È il secondo svizzero, dopo Mark Streit, a rivestire tale prestigioso ruolo nella massima lega nordamericana.

### Nazionale
Nel 2009, Josi partecipò ai mondiali di hockey di prima divisione under-20, in cui la sua nazionale vinse l'oro, ottenendo la possibilità di partecipare, l'anno successivo, a quelli maggiori; venne inoltre eletto miglior difensore del torneo. Ottenne anche alcune presenze con la nazionale maggiore nel mondiale principale. Nel 2010 fu uno dei capitani della nazionale under-20 che partecipò ai mondiali di categoria, segnando un gol e 2 assist in 4 gare. Nello stesso anno partecipa alle Olimpiadi Invernali.
Nel 2013 è stato nuovamente convocato ai mondiali dalla nazionale maggiore. Nonostante la sconfitta in finale della sua squadra per 5-1 con la Svezia, è stato nominato miglior difensore e miglior giocatore del torneo, oltre ad essere inserito nell'All-Star Team. Viene convocato alle Olimpiadi Invernali 2014 di Soči, dove scende in pista in quattro occasioni ed in cui la Svizzera viene eliminata nei playoff. Dopo aver partecipato ad altre edizioni dei mondiali, nel 2018 guida nuovamente la compagine rossocrociata sino alla finale dei mondiali, dove si deve nuovamente inchinare alla Svezia, vittoriosa dopo i tiri di rigore.

## Palmarès

### Club
- Campionato svizzero: 1

Berna: 2009-2010

### Nazionale
- Campionato mondiale U20 - Prima Divisione: 1

Svizzera 2009

### Individuale
- Campionato mondiale di hockey su ghiaccio All-Star Team: 1

Svezia-Finlandia 2013
- Miglior difensore del Campionato mondiale: 1

Svezia-Finlandia 2013
- MVP dell'Campionato mondiale di hockey su ghiaccio: 1

Svezia-Finlandia 2013
- Miglior difensore del Mondiale U20 - Prima Divisione: 1

Svizzera 2009
- James Norris Memorial Trophy

2019-2020